# Ремикс
Реми́кс (англ. remix) (или реоркестрация (англ. reorchestration) — фрагмент носителя, который был изменён или искажён из своего первоначального состояния путём добавления, удаления или изменения частей элемента. Песня, произведение искусства, книга, стихотворение или фотография могут быть ремиксами. Единственная характеристика ремикса заключается в том, что он присваивает и меняет другие материалы, чтобы создать что-то новое.
Чаще всего ремиксы являются подмножеством сведений звука в музыке и записях песен. Песни могут быть ремиксированы по целому ряду причин:
- адаптировать или пересмотреть песню для радио или игры в ночном клубе.
- создать стерео- или объёмную версию песни, где ни одна из них не была доступна ранее.
- улучшить точность старой песни, оригинальная запись которой был утрачена или устарела.
- изменить песню в соответствии с конкретным музыкальным жанром или радиоформатом.
- использовать некоторые материалы оригинальной песни в новом контексте, позволяя оригинальной песне охватить другую аудиторию.
- изменить песню в художественных целях.
- предоставить дополнительные версии песни для использования в качестве бонус-треков или для стороны «B», например, когда сингл на компакт-диске может содержать в общей сложности 4 трека.
- создать связь между меньшим артистом и более успешным, как это было в случае с ремиксом Fatboy Slim на песню группы Cornershop «Brimful of Asha».
- улучшить первый или демо-микс песни, как правило, чтобы обеспечить профессиональный продукт.
- улучшить песню из её первоначального состояния.

Ремиксы не следует путать с правками, которые обычно включают в себя сокращение окончательной стереозаписи для маркетинговых или вещательных целей. Следует провести ещё одно различие между ремиксом, который рекомбинирует аудиозаписи из записи для создания изменённой версии песни, и кавер-версией: перезаписью чужой песни.
Хотя сведение аудио является одной из самых популярных и признанных форм ремикширования, это не единственная медиа-форма, которая ремикшируется в многочисленных примерах. Литература, кино, технологии и социальные системы можно аргументировать как форму ремикса.

## Происхождение
С начала записанного звука в конце XIX века технологии позволили людям перестроить нормальный опыт прослушивания. С появлением легко редактируемой магнитной ленты в 1940-х и 1950-х годах и последующим развитием многодорожечной записи такие изменения стали более распространёнными. В те десятилетия экспериментальный жанр конкретной музыки использовал манипуляции с лентой для создания звуковых композиций. Менее художественно высоченные правки произвели попурри или новелти различных типов.
Современный ремикс имел свои корни в культуре танцевального зала конца 1960-х и начала 1970-х годов в Ямайке. Текучая эволюция музыки, которая включала в себя ска, рокстеди, регги и даб, была принята местными музыкальными микшерами, которые деконструировали и перестроили композицию в соответствии со вкусами своей аудитории. Продюсеры и звукорежиссёры, такие как Радди Редвуд, Кинг Табби и Ли «Скретч» Перри популяризировали усечённые инструментальные миксы (которые они называли «версиями») регги-мелодий. Сначала они просто вырезали вокальные композиции, но вскоре были созданы более сложные эффекты, вырезая отдельные инструментальные композиции в микс и из него, изолируя и повторяя хуки и добавляя различные эффекты, такие как эхо, реверберация и дилей. Немецкая краут-рок-группа Neu! также использовала другие эффекты на второй стороне их альбома Neu! 2 путёи манипулирования их ранее выпущенным синглом Super/Neuschnee несколькими способами, используя воспроизведение с разной скоростью поворотного стола или с помощью кассетного рекордера.
С середины 1970-х годов диджеи в ранних дискотеках исполняли похожие трюки с диско-песнями (используя петли и магнитофоны), чтобы заставить танцоров выйти на пол и удержать их там. Одной из примечательных фигур был Том Молтон, который изобрёл танцевальный ремикс, каким мы его знаем сейчас. Хотя Молтон и не был диджеем (популярное заблуждение), он начал свою карьеру с создания домашнего микстейпа для танцевального клуба Fire Island в конце 1960-х годов. Его кассеты стали популярными, и он привлёк внимание музыкальной индустрии в Нью-Йорке. Сначала Молтона просто призвали улучшить эстетику танцевальных записей перед выпуском («Я не делал ремикс, я делал микс» — Том Моултон). В конце концов, он перешёл от того, чтобы быть человеком «исправившего это» на поп-записях, к тому, чтобы специализироваться на ремиксах для танцпола. По пути он изобрел брейкдаун и 12-дюймовый сингл. Уолтер Гиббонс предоставил танцевальную версию первого коммерческого 12-дюймового сингла («Ten Percent», от Double Exposure). Вопреки распространённому мнению, Гиббонс не смешивал запись. На самом деле его версия была re-edit оригинального микса. Молтон, Гиббонс и их современники (Джим Берджесс, Ти Скотт, а позже Ларри Леван и Шеп Петтибон) в Salsoul Records оказались самой влиятельной группой ремикшеров эпохи диско. Каталог Salsoul рассматривается (особенно в Великобритании и Европе) как «канон» для художественной формы микшера диско. Петтибон входит в число очень небольшого числа ремикшеров, чьи работы успешно перешли из эпохи диско в эпоху дома. (Он, безусловно, самый громкий ремикшер для этого.) Среди его современников были Артур Бейкер и Франсуа Кеворкян.
В то же время с диско в середине 1970-х годов культура ремиксов даба и диско встретились через ямайских иммигрантов в Бронксе, активизируя и то, и другое, и помогая создавать хип-хоп музыку. Ключевыми фигурами являются DJ Kool Herc и Grandmaster Flash. Монтаж (чередование между дубликатами одной и той же пластинки) и скретч (ручное перемещение виниловой пластинки под иглой поворотного стола) стали частью культуры, создавая то, что журнал Slate назвал «коллажем в реальном времени». Одним из первых основных успехов этого стиля ремиксов была композиция Rockit от Херби Хэнкока, на которую сделал ремикс Grand Mixer D.ST. Малкольм Макларен и творческая команда, стоящей за ZTT Records, представили «вырезанный» стиль хип-хопа на таких записях, как «Duck Rock». Ремикс английского дуэта Coldcut на песню Eric B. & Rakim «Paid in Full», выпущенный в октябре 1987 года, как говорят, «заложил основу для входа хип-хопа в мейнстрим Великобритании». Дориан Лински из The Guardian назвал его «эталонным ремиксом» и поставил его в свою десятку лучших ремиксов. Ремикс Coldcut на песню «Seven Minutes of Madness» стал одним из первых коммерчески успешных ремиксов, став хитом в пятнадцать лучших в таких странах, как Германия, Нидерланды и Великобритания.

## Кто делает ремиксы
Ремиксы делают сами авторы (владельцы авторских прав или владельцы исходного музыкального материала) или специалисты (по заказу авторов или держателей прав). Также ремиксы производятся композиторами и диджеями, либо просто любителями музыки (так как с развитием компьютеров ремикс стало возможным сделать в домашних условиях). Появление специальных нейросетей ещё более упростило задачу.